# Zla Kolata
A Zla Kolata (montenegrói nyelven Зла Колата / Zla Kolata, albánul: Kollata e Keqe) a Prokletije (Albán-Alpok) egyik hegye az albán–montenegrói határon. 2534 méteres tengerszint feletti magasságával Montenegró legmagasabb, Albánia tizenhatodik legmagasabb pontja. Montenegrói oldalon Plav község területén, míg albán oldalon Tropoja községben, Kukës megyében található. A Zla Kolata népszerű idegenforgalmi célpont mindkét országban. Szintén a határon, de a fő csúcstól valamivel északkeletebbre magasodik a 2528 méteres Kollata e Mirë, a 2552 méteres Kollata-hegy pedig már teljes egészében albán területen fekszik, de ez utóbbi kevéssé látogatott.

## Fordítás
- Ez a szócikk részben vagy egészben  a   Zla Kolata című angol Wikipédia-szócikk ezen változatának fordításán alapul.  Az eredeti cikk szerkesztőit annak laptörténete sorolja fel. Ez a jelzés csupán a megfogalmazás eredetét és a szerzői jogokat jelzi, nem szolgál a cikkben szereplő információk forrásmegjelöléseként.
- Ez a szócikk részben vagy egészben  a   Zla Kolata című német Wikipédia-szócikk ezen változatának fordításán alapul.  Az eredeti cikk szerkesztőit annak laptörténete sorolja fel. Ez a jelzés csupán a megfogalmazás eredetét és a szerzői jogokat jelzi, nem szolgál a cikkben szereplő információk forrásmegjelöléseként.